# Test de la dérivée première
 (mars 2017).
Si vous disposez d'ouvrages ou d'articles de référence ou si vous connaissez des sites web de qualité traitant du thème abordé ici, merci de compléter l'article en donnant les références utiles à sa vérifiabilité et en les liant à la section « Notes et références ».

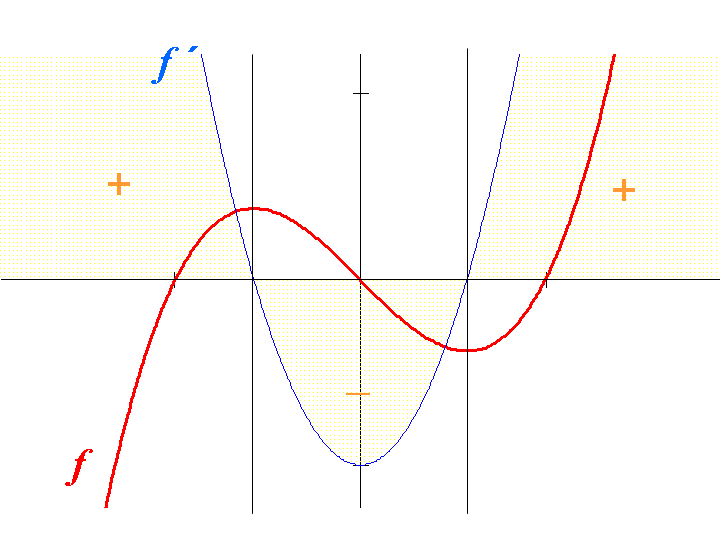
Lien entre signe de la dérivée et sens de variation.

En analyse réelle, le test de la dérivée première permet de déterminer l'allure d'une fonction dérivable {\displaystyle f} en étudiant le signe de sa dérivée. Grâce à ce test, on peut déduire les extrema locaux, le sens de variation de f et les points d'inflexion « horizontaux », permettant ainsi de donner une allure du graphe de la fonction {\displaystyle f}. 

## Cas général
Soit {\displaystyle f:\,I\,\rightarrow \mathbb {R} ,\,x\mapsto f(x)} avec {\displaystyle I} un intervalle ouvert réel (par exemple {\displaystyle I=]a,b[} où {\displaystyle a} et {\displaystyle b} sont des réels). On suppose de plus que {\displaystyle f} dérivable sur {\displaystyle I} . 
L'étude du signe de la dérivée {\displaystyle f'} permet d'en déduire les variations de la fonction {\displaystyle f} :
- Si {\displaystyle I_{1}\subset I} est un intervalle tel que pour tout {\displaystyle x\in I_{1},} {\displaystyle f'(x)<0}, alors {\displaystyle f} est strictement décroissante sur {\displaystyle I_{1}}
- Si {\displaystyle I_{2}\subset I} est un intervalle tel que pour tout {\displaystyle x\in I_{2},} {\displaystyle f'(x)>0}, alors {\displaystyle f} est strictement croissante sur {\displaystyle I_{2}}
- Si {\displaystyle x\in I} est tel que {\displaystyle f'(x)=0}, alors {\displaystyle f} admet un extremum local ou un point d'inflexion (suivant si {\displaystyle f'}change de signe en {\displaystyle x} ou non).

Les points en lesquels {\displaystyle f'} s'annule sont parfois appelés points critiques. Leur étude est très utile quand on s'intéresse aux variations d'une fonction. En effet, si la fonction {\displaystyle f} change de sens de variation en un point, la dérivée s'annule en ce point. Cependant, la réciproque est fausse dans le cas général : {\displaystyle f'}peut s'annuler sans que {\displaystyle f} ne change de sens de variation, c'est par exemple le cas lorsque {\displaystyle f} admet un point d'inflexion horizontal.

## Exemple
Soit la fonction polynomiale définie pour tout {\displaystyle x\in \mathbb {R} } par {\displaystyle f(x)=2x^{3}-3x^{2}-12x+10}. 
On utilise le test de la dérivée première pour établir le tableau de variation de {\displaystyle f} et ainsi donner l'allure du graphe de cette fonction.

### Dérivée
On commence par calculer la dérivée de {\displaystyle f} à l'aide des formules usuelles des dérivées. Pour {\displaystyle x\in \mathbb {R} }, 
{\displaystyle f'(x)=6x^{2}-6x-12=6(x-2)(x+1)}
On en déduit que {\displaystyle f'(x)=0\Leftrightarrow x=-1{\text{ ou }}x=2} et donc que la tangente à la courbe de la fonction est horizontale en {\displaystyle x=2} et {\displaystyle x=-1}. De plus, la fonction {\displaystyle f'} est strictement positive sur {\displaystyle ]-\infty ,-1[} et {\displaystyle ]2,+\infty [} et strictement négative sur {\displaystyle ]-1,2[} (voir Fonction du second degré).

### Tableau de variations
Un aperçu de la représentation graphique de {\displaystyle f(x)=2x^{3}-3x^{2}-12x+10} peut être obtenu en regroupant toutes les informations précédentes dans un tableau, appelé tableau de variation.
| {\displaystyle x}               | {\displaystyle -\infty } |                           | {\displaystyle -1} |                           | {\displaystyle 2}   |                           | {\displaystyle +\infty } |
| signe de {\displaystyle f'(x)}  |                          | {\displaystyle +}         | {\displaystyle 0}  | {\displaystyle -}         | {\displaystyle 0}   | {\displaystyle +}         |                          |
| variations de {\displaystyle f} | {\displaystyle -\infty } | {\displaystyle \nearrow } | {\displaystyle 17} | {\displaystyle \searrow } | {\displaystyle -10} | {\displaystyle \nearrow } | {\displaystyle +\infty } |

On remarque que la fonction {\displaystyle f'}change de signe en -1 donc il s'agit bien d'un extremum local, ici un maximum. De même, en 2, la fonction atteint un minimum local. On peut en déduire une esquisse du graphe de {\displaystyle f}.

## Cas multivarié
De manière analogue, on peut déterminer les extrema locaux et globaux d'une fonction réelle à valeurs réelles par l'étude des points d'annulation du gradient.